# Ducato di Savoia
Il Ducato di Savoia nacque nel 1416 dall'elevazione a rango ducale della Contea di Savoia, Stato tenuto dalla dinastia dei Savoia e parte del Sacro Romano Impero fino al 1792 nella provincia dell'Alto Reno con pieno diritto di voto al Reichstag.
Il suo territorio propriamente detto comprendeva gli attuali dipartimenti francesi della Savoia e dell'Alta Savoia, ma in seguito all'espansionismo della sua omonima casa regnante finì per comprendere per sineddoche tutti gli altri possedimenti della dinastia facenti parte dello stato sabaudo, coprenti le odierne Alpi Marittime, la Valle d'Aosta, gran parte del Piemonte e la Contea di Ginevra in Svizzera, perduta poi a favore della Vecchia Confederazione Svizzera.
Il Ducato rimase conteso tra varie potenze per gran parte della sua storia, riuscendo, infine, con Emanuele Filiberto, a imporsi con fermezza nella scena politica italiana, pur appoggiandosi prima alla corona di Spagna, poi al Regno di Francia e infine all'Impero austriaco. Al termine della Guerra di successione spagnola, grazie al Trattato di Utrecht, essendo tra i vincitori, i Savoia ottennero la corona del Regno di Sicilia e il conseguente titolo regio nel 1713. I Savoia mantennero la sovranità sulla Sicilia fino al 1720 quando, a causa delle pressioni internazionali, dovettero accettare lo scambio col Regno di Sardegna il cui titolo, sempre per sineddoche, soppiantò i precedenti, anche se la enumerazione dei sovrani continuò a proseguire quella sabauda anche quando lo Stato, nel 1861, sarebbe diventato il Regno d'Italia, per creare peraltro il quale i territori ducali atavici vennero spontaneamente ceduti alla Francia.

## Terminologia
Il Ducato di Savoia era il più importante dei territori posseduti da casa Savoia, e quindi questo titolo era ed è tuttora usato per sineddoche per indicare l'insieme dei loro possedimenti. In realtà, i Savoia governarono non uno stato unitario, ma un insieme complesso di entità politiche e titoli diversi con diverse origini istituzionali, culturali e giuridiche. Questi includevano il Ducato di Aosta, il Principato di Piemonte, e la Contea di Nizza, che erano distinti e non giuridicamente parte del Ducato di Savoia, e col tempo si aggiunsero anche il Marchesato di Saluzzo, la Contea di Asti, il Ducato del Monferrato e il Principato di Oneglia. Gli stessi Savoia si riferivano ai loro possedimenti nel loro insieme con il termine di "Stati del Duca di Savoia". Oggi gli storici usano il termine Stato sabaudo per indicare questa entità, che è un esempio di monarchia composita dove molti territori diversi e distinti sono uniti in un'unione personale avendo lo stesso sovrano.

## Storia

### XV secolo
Il Ducato nasce nel 1416, in seguito all'assegnazione del titolo ducale da parte di Sigismondo di Lussemburgo al conte Amedeo VIII di Savoia. Il territorio del Ducato si estendeva, allora, alla Savoia, alla Moriana, alla Valle d'Aosta. Il Piemonte, soggetto a varie signorie tra cui i marchesati di Monferrato e di Saluzzo, era dominato dai Savoia nell'area occidentale, che comprende la Val di Susa, il Canavese e città come Pinerolo (capoluogo dei Savoia-Acaia, un ramo cadetto vassallo dei duchi), Savigliano, Fossano, Cuneo e Torino. Lo sbocco sul mare, conquistato dal 1388, consisteva in pochi chilometri di costa intorno a Nizza, capoluogo dell'omonima contea.
Amedeo VIII rappresentò un punto di svolta per l'economia e la politica del Piemonte, segnando profondamente la storia dello stato. Il suo lungo regno fu segnato da guerre (estese la geografia del Ducato sconfiggendo le signorie di Monferrato e di Saluzzo), riforme ed editti, da episodi controversi: primo fra tutti, il ritiro che, spontaneamente, egli scelse per sé nel 1434, e che lo portò a vivere nel castello di Ripaglia. Qui fondò l'ordine di San Maurizio, qui ricevette la nomina ad antipapa nel 1439, che accettò con il nome di Felice V e a cui rinunciò dieci anni dopo, per ricostituire l'unità religiosa dei cristiani.
Uomo colto e raffinato, il duca Amedeo diede grande impulso all'arte (lavorò al suo seguito, tra gli altri, il celebre Giacomo Jaquerio), alla letteratura e all'architettura, favorendo l'ingresso del Piemonte nell'arte italiana.
Particolarmente rilevante, del governo di Amedeo VIII, fu la creazione nell'agosto 1424 del Principato di Piemonte, la cui gestione venne affidata al primogenito della casata, come titolo onorifico: il duca lasciò dunque le terre, in gran parte costituite dal vecchio dominio dei Savoia-Acaia, annesse al ducato nel 1418, al figlio Amedeo, che però si spense prematuramente nel 1431. Titolo e successione vennero attribuite al figlio secondogenito Ludovico.
Ludovico di Savoia, il figlio di Amedeo, si dimostrerà meno capace dell'energico padre. La dinastia, che aveva avuto negli ultimi periodi personaggi di rilievo come Amedeo VI, Amedeo VII o, appunto, Amedeo VIII, entra nel corso del XV secolo in un lento periodo di stagnazione. La pressione delle vicine potenze, in particolare della Francia, impedirà quello sviluppo che caratterizzerà il resto dell'Italia rinascimentale.
A partire dal regno di Ludovico, definito sotoposto al re de Franza Como fa la quaglia al sparavero (sottoposto al re di Francia come fa la quaglia allo sparviero) in una lettera di un ambasciatore sforzesco datata 14 marzo 1458, la potenza auspicata dal padre Amedeo VIII venne meno. Al debole Ludovico succedette Amedeo IX di Savoia, duca estremamente religioso (venne proclamato beato) ma di poco spirito pratico, al punto che permise alla moglie, Iolanda di Francia (detta anche Violante di Francia o di Valois), sorella di Luigi XI, di prendere decisioni estremamente importanti. In tale situazione, la Francia ebbe libera possibilità di agire indisturbata nelle vicende sabaude (sembra che la decisione di maritare la sorella di Amedeo, Bona di Savoia, con Galeazzo Maria Sforza fosse stata presa da Luigi XI), rendendo vincolato il Piemonte alla corona di Parigi: non stupisce se la nobiltà, capeggiata da Filippo II di Savoia, cercò di scavalcare il debole Amedeo per porre l'energico Filippo al trono.
Uscito il ducato in pessime condizioni economiche non solo dalla guerra (con la Pace di Ghemme del 1467), ma anche dalla scarsa amministrazione di Iolanda e dalle continue elargizioni che Amedeo IX permetteva ai bisognosi di Vercelli, il futuro della nazione venne affidato a un ragazzo, Filiberto I di Savoia, che si spense appena diciassettenne dopo dieci anni di regno. A questi succedette Carlo I di Savoia, che la storiografia ci ricorda con l'appellativo di Guerriero. La sua ascesa al trono sembrava promettere una rinascita del paese: fermò gli abusi della nobiltà, represse le bande di mercenari che stavano devastando le campagne, sconfisse il marchese Ludovico II di Saluzzo, ma si spense prematuramente lasciando alla moglie Bianca di Monferrato l'incarico di reggere lo Stato in nome del piccolissimo figlioletto Carlo Giovanni Amedeo di Savoia, che comunque, dopo un anno di regno, morì.
Il cosiddetto "ramo comitale" dei Savoia si estinse, quindi, nella persona del giovane Carlo II, lasciando libero spazio all'ambizioso Filippo II che già al tempo di Amedeo IX aveva cercato il potere. Cresciuto, così come il successore Filiberto II, alla corte francese, non poté però fermare l'irresistibile ascesa che la Francia stava esercitando sul Piemonte, generando i germi della futura invasione d'oltralpe.

### XVI secolo

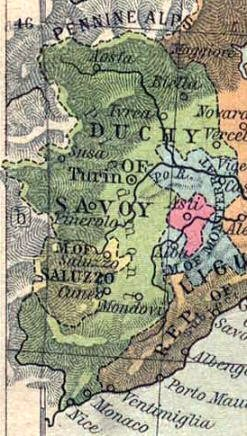
Mappa approssimativa del Ducato sabaudo nel 1494, nella sua parte italiana

Alla scomparsa di Filiberto II di Savoia, nel 1504, gli succedette il fratellastro Carlo III il Buono, un duca debole, che con la sua politica filospagnola si attirò le attenzioni negative della corte francese: fin dal 1515 il Piemonte venne occupato da armate straniere, mentre Francesco I di Francia aspettava solo l'occasione per annettere definitivamente la Savoia e il ducato ai suoi possedimenti. Nel 1536 Francesco I decretò l'occupazione del Ducato, che venne invaso da un forte contingente militare: Carlo III si accorse troppo tardi della debolezza dello Stato, e cercò di difendere meglio che poté la città di Torino, che venne comunque persa il 3 aprile dello stesso anno. Carlo III si ritirò a Vercelli, cercando di proseguire la lotta, ma non vide mai il suo Stato libero dall'occupante.
Emanuele Filiberto I di Savoia fu il duca che più di ogni altro influì sulla futura politica sabauda, riuscendo a porre fine alla miseria di un ducato che, per oltre un ventennio, era stato sempre asservito alla corona di Parigi, attraversato dalle truppe franco - spagnole e devastato dalle continue guerre: la Pace di Cateau-Cambrésis, siglata nel 1559, ripristinò la completa autonomia del ducato.
Compreso che non si poteva più mirare alla Francia come terreno di conquista, spostò il baricentro dello Stato in Piemonte, e la capitale passò a Torino, che rese meglio difendibile promuovendo la costruzione di un complesso sistema di fortificazione, detto Cittadella, che ancora oggi si può osservare, sebbene in gran parte demolito dalla successiva espansione della città. Dalle sue esperienze militari nelle Fiandre (Emanuele Filiberto è il famoso vincitore della battaglia di San Quintino) aveva appreso come andasse gestito un esercito: egli fu dunque il primo duca di Savoia a creare un apparato militare stabile formato non da mercenari, ma da soldati piemontesi addestrati appositamente.
Il figlio, Carlo Emanuele I, ebbe buon gioco a cercare di estendere il ducato a scapito delle signorie di Monferrato e del territorio di Saluzzo, ceduto dalla Francia, che annesse nel 1601 con il Trattato di Lione, dopo la breve guerra franco-savoiarda. L'acquisizione del saluzzese non fu tuttavia indolore, poiché il Ducato di Savoia dovette cedere in cambio al regno di Francia la Bresse, il Bugey, il Valromey e Gex. Sfortunatamente, le guerre di Carlo Emanuele furono in gran parte delle sconfitte, eppure egli viene spesso ricordato con l'appellativo di "Grande": uomo versatile e colto, poeta, abile riformatore, seppe gestire il ducato in un momento di grave crisi con le potenze europee, trovando l'appoggio alla corte degli Asburgo. La politica sabauda del duca Carlo Emanuele I, infatti, venne improntata su azioni belliche di rilevanza internazionale, come il possesso del Marchesato di Saluzzo o le guerre per la successione dei ducati di Mantova e del Monferrato (essendo morto l'ultimo erede di tal potentato, Vincenzo II Gonzaga). Generalmente, il Piemonte si schierò, in queste occasioni, al fianco della Spagna, ma non mancarono occasioni in cui, per le avversità della sorte, dovette ripiegare al seguito della Francia (come, ad esempio, il Trattato di Susa imponeva).

### XVII secolo
L'11 dicembre 1602 Carlo Emanuele I tentò d'impadronirsi della città di Ginevra con un assalto notturno, ma questo fallì (l'evento restò nella storia sotto il nome di sconfitta dell'Escalade) e il duca dovette accettare una pace durevole, suggellata dal trattato di Saint-Julien del 12 luglio 1603 che riconosceva l'indipendenza della città. Il duca cominciò quindi una politica di alleanze: quella con gli estensi del ducato di Modena e Reggio, il cui futuro duca Alfonso sposò a Torino, il 28 febbraio 1608, la figlia di Carlo Emanuele, Isabella mentre nello stesso anno venne sancita la riconciliazione con i Gonzaga dal matrimonio della figlia di Carlo Emanuele, Margherita, con il futuro duca di Mantova e marchese del Monferrato, Francesco Gonzaga.
Carlo Emanuele concluse poi un'alleanza con Enrico IV in chiave anti-spagnola, che venne sottoscritta fra il 21 e il 25 aprile 1610 nel Castello di Bruzolo, in Valle di Susa. Questo trattato di Bruzolo impegnava il ducato a sostenere i francesi contro la Spagna, mentre i francesi avrebbero sostenuto il Ducato di Savoia nell'occupazione di quello di Milano. Il tutto sancito dal matrimonio fra il figlio di Carlo Emanuele I, Vittorio Amedeo, con Elisabetta, figlia di Enrico IV. Ma il trattato era destinato a rimanere lettera morta, compreso il matrimonio fra l'erede dei Savoia e la principessa reale francese: pochi giorni dopo la sua sottoscrizione Enrico IV cadeva sotto i colpi di pugnale di François Ravaillac. A Enrico succedette il figlio Luigi, ma non avendo questi ancora l'età per regnare, subentrò la reggenza della madre, Maria de' Medici, che non approvava la politica del defunto marito e che operò per un deciso riavvicinamento alla Spagna. Già nel 1611 l'ambasciatore francese, Claudio di Bullion notificò a Carlo Emanuele la decadenza del trattato di Bruzolo.
Ma i rapporti franco-spagnoli non rimasero così idilliaci: Luigi XIII non era così filo-spagnolo come la madre.
La morte improvvisa del duca di Mantova, Francesco Gonzaga, genero di Carlo Emanuele, scompigliò nuovamente la situazione: Francesco aveva avuto da Margherita di Savoia una figlia, Maria, e un figlio maschio, Ludovico, morto però poco prima del padre.
Subentrò a Francesco il fratello Ferdinando Gonzaga, che, nonostante avesse in passato abbracciato la carriera ecclesiastica arrivando fino al cardinalato, rinunciò per il ducato alla porpora cardinalizia. Carlo Emanuele non accettò e, sostenendo di voler difendere i diritti della nipote Maria e l'applicazione degli accordi matrimoniali della figlia stipulati ancora con Vincenzo Gonzaga, padre di Francesco e di Ferdinando Gonzaga, entrò in armi occupando nell'aprile 1613 Trino, Moncalvo e Alba. Insorsero le altre potenze, vi furono rovesciamenti di fronte (Luigi XIII mandò nel 1617 persino un esercito, al comando del Lesdiguières, in soccorso del ducato per la riconquista, riuscita, di Alba, occupata dagli spagnoli) e la guerra si trascinò fino al 1618 con un nulla di fatto, ma con due risultati: uno d'immagine, che mise in luce la figura di Carlo Emanuele I come unico principe italiano capace di opporsi alle grandi potenze europee, e l'altro pratico, il forte regresso economico del ducato a causa delle spese per la guerra.
Nel corso del Seicento tornò a farsi sentire l'influenza della corte di Versailles sul Piemonte. La vicinanza del Ducato di Milano, ov'erano stanziate truppe francesi, e la cessione di Pinerolo (una delle più importanti piazzeforti sabaude), vincolò strettamente Torino a Parigi. La corte, che era stata spagnola sotto Carlo Emanuele I, divenne francese sotto i suoi tre successori: il matrimonio di Vittorio Amedeo I di Savoia con Maria Cristina di Borbone-Francia, futura Madama Reale, non fece che stringere questo legame. Cristina mantenne il vero potere in Savoia durante il breve periodo di Francesco Giacinto e nella giovane età di Carlo Emanuele II di Savoia.
Alla forte influenza francese, si sommarono varie disgrazie che, ripetutamente, colpirono il Piemonte in seguito alla scomparsa di Carlo Emanuele il Grande. Prima di tutto la peste, sviluppatasi nel 1630 e che contribuì sensibilmente alla miseria già diffusa: l'evento è lo stesso riportato dal Manzoni nei Promessi Sposi, e anche lo scenario, a Torino e nei comuni colpiti doveva essere assai simile; basti pensare che nella sola capitale sabauda, morirono 3.000 persone, cifra estremamente elevata se si pensa che erano rimasti in città, dopo i primi segni del contagio, appena undicimila individui.
Ai lutti delle Guerre di Successione del Monferrato, che avevano insanguinato le campagne e costretto la monferrina Casale a un lungo assedio, e quindi della peste, si sommò il conflitto ideato da Vittorio Amedeo I per creare una lega anti-spagnola in Italia, tra il 1636 e il 1637. Il Piemonte, poi, s'impegnò a cedere la piazzaforte di Pinerolo alla Francia, con il Trattato di Cherasco nel 1631, ma ottenendo l'inserimento nel Ducato di Savoia delle città di Trino e Alba e relativi circondari. Fu ancora cercata una vana espansione verso Ginevra: questi fatti, d'arme e di politica, non giovarono all'economia e alla storia futura, aggravando la già difficile situazione interna per la morte di Vittorio Amedeo I. Gli succedettero i figli: per un brevissimo lasso di tempo il primogenito Francesco Giacinto di Savoia e poi il secondogenito Carlo Emanuele II. In entrambi i casi la reggenza venne affidata alla madre Maria Cristina, che per il popolo divenne Madama Reale e i suoi sostenitori presero il nome di Madamisti. Contro questa preponderanza francese, che avrebbe fatto del Piemonte uno stato satellite del regno di Francia, si mobilitarono i principi Maurizio di Savoia e Tommaso di Savoia, i cui seguaci presero nome di Principisti.

La città di Torino fu presto assediata da entrambe le fazioni. La ebbero vinta i Principisti, che sottoposero Torino a un crudo saccheggio il 27 luglio 1639. Solo nel 1642 si raggiunse un accordo tra le due fazioni, ma ormai la vedova di Vittorio Amedeo I aveva posto in trono il figlio Carlo Emanuele II, e in tal modo governò, in sua vece, anche oltre la maggiore età del figlio.
Durante la reggenza vi fu una recrudescenza delle guerre di religione. Nel 1655, le truppe del Ducato assalirono la popolazione protestante delle valli Valdesi, nell'episodio noto come Pasque piemontesi, e furono fermate dalle pressioni internazionali. Un accordo definitivo con i Valdesi fu portato a termine nel 1664.
Il governo di Carlo Emanuele II fu un primo passo verso le grandi riforme del successore e del secolo successivo: si sottolinea, in particolare, la creazione delle milizie sabaude e del primo sistema di scuola pubblica, nel 1661. Uomo colto, ma anche ottimo statista, seppe fare tesoro delle lezioni impartite all'Europa da Luigi XIV, e volle per questo circoscrivere la corte nella sontuosa Reggia di Venaria Reale, un capolavoro dell'arte barocca che ricreava, in Italia, i fasti della Reggia di Versailles. Era il momento della grande espansione urbanistica, e non a caso Carlo Emanuele II promosse l'espansione di Torino e la sua ricostruzione in stile barocco. Alla sua morte, seguirà un periodo di reggenza, tenuta dalla nuova Madama Reale, Maria Giovanna Battista di Savoia-Nemours.

### Dal ducato al regno di Sicilia

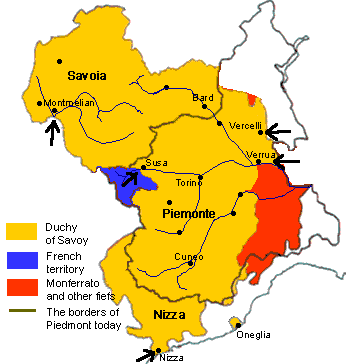
Carta del ducato di Savoia durante la guerra di successione spagnola

Il figlio di Carlo Emanuele II, Vittorio Amedeo II di Savoia, rimase sotto la reggenza della madre Maria Giovanna Battista nei primi anni di regno, nei quali l'energica madre cercò di unire la corona sabauda a quella lusitana, rischiando in questo modo di compromettere la sopravvivenza stessa del ducato (il Piemonte si sarebbe ridotto alla stregua di altri stati italiani, asservito a un'altra potenza straniera). Uscito con determinazione dalla mano della reggente, Vittorio Amedeo entrò in pessimi rapporti con la corona di Parigi, cosa che comportò l'invasione del ducato da parte delle forze francesi. Il Piemonte sconfisse l'esercito di Luigi XIV nell'Assedio di Cuneo, ma venne drasticamente sconfitto nelle battaglie di Staffarda e della Marsaglia.
Dopo la Guerra della Grande Alleanza, il duca, militando nella prima fase della Guerra di Successione Spagnola a fianco di Luigi XIV, cambiando fronte di alleanze seppe tenere testa alla nuova invasione francese del Piemonte e riuscì a sconfiggere a Torino le truppe del marchese della Fouillade. La politica seguita, che ebbe successo solo grazie all'arrivo sul campo di battaglia del cugino del duca, Eugenio di Savoia, risolse un conflitto che aveva seminato la distruzione in Piemonte.
Al termine dell'atto bellico, nel 1713 (con la firma del Trattato di Utrecht), Vittorio Amedeo ottenne il Regno di Sicilia. Nel 1720, in ottemperanza al Trattato di Londra del 1718, cedette la Sicilia in cambio del regno di Sardegna.

### Ducato di Savoia e Regno di Sardegna
Il sovrano sabaudo continuò comunque a mantenere il titolo di Duca di Savoia, oltre a quello nuovo di Re di Sardegna.
La prima preoccupazione, dopo la ridefinizione dei confini conseguente il trattato di Utrecht, fu quella di rafforzare il confine occidentale. All'uopo venne incaricato l'architetto Ignazio Bertola, figlio adottivo di Antonio, di rafforzare il Forte di Exilles. I lavori durarono oltre sei anni (furono terminati nel 1726) e alla fine il forte risultò un gioiello di arte militare.
Nel 1708 cominciarono i lavori di un altro forte, quello della Brunetta, posto su uno sperone di roccia sovrastante la città di Susa, sulla sinistra orografica della Dora Riparia. Il forte, un dedalo di gallerie e casematte considerato imprendibile, necessitò 30 anni di lavori per il suo completamento.
Nel 1730 Vittorio Amedeo II, dopo aver sposato morganaticamente Anna Canalis, contessa di Cumiana e successivamente marchesa di Spigno, abdicò in favore del figlio Carlo Emanuele III e si ritirò con la Canalis a Chambéry. Rientrò tuttavia poco dopo a Torino con l'intento di riprendere il suo posto di Duca di Savoia e Re di Sardegna ma il figlio, d'accordo con il governo in carica, lo fece arrestare a Moncalieri, imponendogli il soggiorno coatto a Rivoli. Colpito da ictus nel febbraio del 1731, gli venne concesso il trasferimento a Moncalieri, ove spirò pochi mesi dopo.
Nel 1741 scoppiò la guerra di successione austriaca e il Regno di Sardegna, con il Ducato di Savoia, si schierò con gli stati che sostenevano Maria Teresa d'Austria e la validità della Prammatica sanzione (Asburgo, Gran Bretagna, Russia, ecc.). Truppe franco-spagnole, comandate dallo spagnolo don Filippo e dal francese principe di Borbone-Conti, occuparono nel 1744 Nizza e la Savoia, entrarono in Piemonte occupando il Monferrato e sconfissero le truppe sabaude a Madonna dell'Olmo, ma non riuscirono a conquistare Cuneo, il cui assedio venne tosto abbandonato dai franco-spagnoli. La guerra si sviluppò con alterne vicende: l'anno successivo i francesi tentarono l'invasione del ducato passando dal colle del Monginevro e attaccando il forte di Exilles ma furono respinti dalle cannonate provenienti dal forte. Nel 1747 un analogo tentativo da parte francese, esperito dal comandante, generale Belle-Isle, facendo passare le truppe sulla cresta che separa la Val Chisone dall'Alta val di Susa al fine di aggirare l'ostacolo del forte di Exilles, culminò con una pesante sconfitta franco-spagnola sul pianoro del colle dell'Assietta. Questo fu l'ultimo episodio della guerra di successione austriaca che interessò direttamente il ducato. Tuttavia, con la pace di Aquisgrana, che il 18 ottobre 1748 chiudeva la guerra di successione austriaca, il Ducato/Regno acquisiva le contee di Angera, Vigevano, Voghera e Bobbio, portando i confini orientali al Ticino.
Verso la fine della prima metà del secolo XVIII, la Savoia, parte del territorio dell'omonimo ducato, venne suddivisa in sei province:
- la provincia di Savoia, vera e propria
- la val Moriana
- la Tarantasia
- il Chiablese
- il Genevese
- il Faucigny

### La Guerra delle Alpi

Gli stati italiani nel 1796

L'8 settembre 1792 il ministro degli esteri del governo rivoluzionario francese Lebrun-Tondu diede ordine all'esercito d'invadere la Savoia.
Il 22 settembre dello stesso anno le truppe francesi, agli ordini del generale Montesquiou, entravano a Chambéry, accolte con favore dalla popolazione, poco entusiasta del dominio sabaudo e il 29 settembre anche Nizza, abbandonata precipitosamente dal governatore piemontese generale Eugène de Courten al primo apparire delle truppe del generale francese Jacques Bernard d'Anselme, venne occupata dall'esercito rivoluzionario francese. Il 27 novembre, con decreto della Convenzione, tutta la Savoia venne annessa alla Francia e poco dopo, il 13 gennaio 1793, la stessa sorte toccò a Nizza. Nella primavera di quello stesso anno Vittorio Amedeo III tentò la riconquista militare di Nizza, affidando il comando delle truppe all'anziano generale austriaco De Wins, ma questi venne respinto dai francesi del generale Dugommier a Saint-Martin-du-Var.
Pochi anni dopo, nel 1796, con la Prima campagna d'Italia, Napoleone Bonaparte sconfisse pesantemente l'esercito piemontese e l'armistizio di Cherasco, confermato poche settimane dopo dal Trattato di Parigi, comportò l'accettazione, da parte del Re di Sardegna e duca di Savoia, dell'annessione alla Francia rivoluzionaria di Nizza, della Savoia, l'occupazione delle fortezze di Ceva, Cuneo e Tortona, la neutralità del Regno Sardo e il libero passaggio dell'esercito francese nel territorio regio.
Nelle campagne piemontesi, intanto, stava succedendo il finimondo. Contadini che da sempre si erano schierati dalla parte della monarchia, protestando per le pessime condizioni delle campagne, soggette alle devastazioni della guerra, alle tasse sempre maggiori e alle angherie delle cattive annate, si sollevarono in molti paesi, spesso spinti dai nuovi ideali francesi.
Vittorio Amedeo III, isolato e abbandonato anche dai suoi più fedeli sostenitori di un tempo, colpito da apoplessia, morì settantenne nel castello di Moncalieri. Lasciava un regno allo sfascio economico, con la cassa completamente svuotata, mutilo di due province fondamentali - la Savoia e Nizza - e devastato dalle correnti rivoluzionarie. Carlo Emanuele, il principe di Piemonte, che gli successe con il nome di Carlo Emanuele IV, era debole e incapace di mantenere la situazione sotto controllo.
Dal 1798 cominciarono a spuntare effimere repubbliche, molte provocate da fuoriusciti piemontesi, militari e civili, incoraggiati e sostenuti dalla Francia tramite l'ambasciatore francese a Torino, Ginguené.
Lo scontro maggiore si ebbe il 14 aprile, fra Gravellona e Ornavasso, ove 4.000 soldati sabaudi sconfissero, dopo sanguinosi combattimenti, i rivoltosi che avevano occupato Intra e Pallanza proclamando una repubblica indipendente. Alla battaglia, che si concluse con la cattura di un centinaio di ribelli, seguì la fucilazione dei prigionieri.

Gli stati italiani nel 1843

Un'altra concentrazione di ribelli ebbe luogo nell'alto ovadese, dove le truppe sabaude potevano stanarli solo attraversando parte del territorio della Repubblica di Genova, cosa che avvenne provocando una dichiarazione di guerra al Piemonte da parte della medesima. La guerra terminò poco dopo grazie all'interessata mediazione francese. Anche nei pressi di Alessandria fu brutalmente repressa, con il beneplacito francese, una pesante rivolta.
Ma la Francia intervenne poco dopo e molto pesantemente: accusando Carlo Emanuele IV di complicità con Ferdinando I delle Due Sicilie, che il 23 ottobre del 1798, in violazione del Trattato di Parigi del 1796, era entrato in guerra contro le truppe francesi di stanza a Roma, e le cui truppe, comandate dal generale austriaco Karl von Mack, si erano lanciate all'attacco della Repubblica Romana, impose a Carlo Emanuele la rinuncia al ducato, che sarebbe diventato francese, costringendolo a trasferirsi in Sardegna.
Da quel momento il ducato scomparve, almeno temporaneamente. Nel territorio piemontese, già dal 1797, era intanto scoppiata ferocemente la rivolta contro l'occupante d'oltralpe, reo di massacri sulla popolazione e di brutali rappresaglie. Nel 1799 la protesta dei contadini toccò il culmine con l'arrivo in Piemonte del maggiore Branda Lucioni e della Massa Cristiana: la liberazione di Torino per opera dell'armata Austro-Russa fece sperare il ritorno di Carlo Emanuele IV, ma nel giro di pochi mesi i francesi tornarono a occupare il Piemonte.

### Il periodo francese
Trasformato prima (12 aprile 1801) in Divisione militare francese, il territorio piemontese del ducato verrà suddiviso in sei dipartimenti nell'anno successivo e incorporato a tutti gli effetti nel territorio metropolitano francese. Rimase così fino alla restaurazione sancita dal Congresso di Vienna, nel 1815.
Il congresso sancì anche, oltre al ripristino territoriale dello status quo ante, l'assegnazione al Regno di Sardegna dei territori liguri appartenuti alla Repubblica di Genova.
L'editto del 16 dicembre 1816 di Vittorio Emanuele I, che già nel 1802 era succeduto al fratello Carlo Emanuele IV per abdicazione di quest'ultimo, ristabilì nei territori transalpini del ducato, nove province fra le quali quella della Savoia propriamente detta, che raggruppavano 12 mandamenti e 142 comuni.
Il ducato rimase formalmente in piedi fino alla cosiddetta "fusione perfetta", concessa da Carlo Alberto il 30 novembre 1847, che sanciva l'unità totale fra il ducato e il regno di Sardegna, abolendo fra l'altro ogni forma di oneri doganali all'interno dei territori sotto la sua sovranità.

## Simboli

Bandiera del ducato di Savoia e del Regno di Sardegna fino al 1785

### Bandiera
La bandiera di Casa Savoia utilizzata per identificare il Ducato era la stessa che caratterizzava la precedente contea: palo e fascia bianchi, lambenti gli orli dell'insegna, su campo rosso: tale emblema era stato adottato già da Pietro II di Savoia.

Talvolta, nondimeno, il precedente simbolo della casa regnante, ovvero l'aquila imperiale, tornava nella rappresentazioni ufficiali, così come altri disegni caratteristici, come per esempio il collare della Santissima Annunziata o il nodo di casa Savoia, spesso contornato da roselline.
Vale la pena di approfondire questo punto, poiché il suddetto nodo apparve assai frequentemente: esso era detto anche nodo d'amore o nodo Salamone, e ornava un po' ogni insegna ufficiale della casata, compresa l'uniforme delle guardie svizzere.
Per quanto riguarda le bandiere votive, i Savoia facevano ampio uso dell'icona mariana, cui erano profondamente legati, e che usavano spesso circondare dal collare dell'Annunziata.
Colore simbolo della nazione era l'azzurro, che la tradizione fa risalire addirittura ad Amedeo VI di Savoia, il quale avrebbe capitanato una spedizione contro i saraceni nel Mediterraneo Orientale con un vessillo di tal colore. Certo è che una bandiera azzurra sventolava sul pennone della Capitana, la nave ammiraglia della flotta sabauda combattente a Lepanto.

### Stemmi
La prima grande arme utilizzata dalla casa ducale rimase in uso per tutto il XVI e il XVII secolo, ed era formata da quattro quarti. Nel primo, in alto a sinistra, le pretese territoriali della dinastia: il Regno di Cipro, il Regno di Gerusalemme e il Regno di Armenia. Nel secondo, in alto a destra, la provenienza della casata (che si vantava di discendere da Vitichindo), ovvero la Sassonia. Poi le aree occupate dai Savoia nel corso dei secoli: il Chiablese, Aosta, il Genevese, Nizza, Piemonte, Monferrato e Saluzzese.

Stemma in uso nel XV secolo
1563-1630
1630-1713
1713-1720

### Motto
Il motto della Casa regnante e, quindi, del Ducato di Savoia, era la scritta FERT, sulla quale molti storici ancora s'interrogano. In molti portolani ovvero carte nautiche del periodo cinque-secentesco, viene anche raffigurata la bandiera della marina piemontese, con la croce bianca su campo rosso e, nei riquadri ai bordi, le lettere FERT. Tra le varie interpretazioni su questa sigla sibillina: Fortitudo Eius Rhodum Tenuit, in riferimento a un'impresa di Amedeo III di Savoia contro i saraceni, o Fortitudo et Robur Taurinensis, in riferimento all'attaccamento della Casa alla città subalpina, ma esistono altre svariate interpretazioni, nessuna delle quali mai effettivamente verificata.

## Politica

### Lista dei duchi

#### Amedeo VIII
La politica di Amedeo VIII fu incentrata sul concentrare il potere nelle mani del solo duca di Savoia, diminuendo l'importanza delle fazioni locali, dei vassalli e dei rami cadetti della dinastia, come i Savoia-Acaia, i cui territori vennero annessi al dominio diretto di Amedeo VIII. Ritiratosi dalla politica, dopo aver ottenuto il titolo ducale, venne poi eletto dal conclave scismatico in qualità di papa, titolo cui lo stesso Amedeo rinunziò dieci anni dopo la sua nomina.

#### Amedeo IX
Politicamente insignificante, Amedeo IX era più interessato a compiere opere di beneficenza che a regnare: ad assolvere tale compito, era più volte la moglie, Violante di Valois. In seguito al suo governo, seguì un periodo non felice per il ducato, che si trovò indebolito da duchi di scarso valore e invischiato nelle guerre con le potenze straniere.

#### Carlo II
Carlo II, detto il Buono, scontratosi con la Francia, subì la cocente sconfitta delle sue armate, che dovettero retrocedere in direzione di Vercelli, lasciando alle truppe straniere la città di Torino, gran parte del Piemonte e la Savoia. Morì senza riuscire a liberare lo stato.

#### Emanuele Filiberto

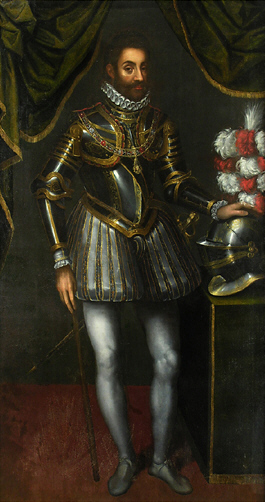
Emanuele Filiberto, rinnovatore del ducato di Savoia

Cresciuto in un Piemonte disastrato dalle armi franco-spagnole, Emanuele Filiberto seppe destreggiarsi tra le due potenze, creando un fronte compatto contro la Francia e capitanando un'armata ispano-piemontese nelle Fiandre, verso la piazzaforte strategica di San Quintino: la vittoria, decisiva, fu l'apice della sua carriera di condottiero, che gli consentì di coronare così il suo sogno di ritornare nei territori patri, spostando nel 1563 la capitale a Torino.
La sua politica, fedelmente filo-spagnola, seppe comunque trovare buoni rapporti con Parigi, a tal punto che sposò una principessa d'oltralpe, Margherita di Valois.

#### Carlo Emanuele I
Figlio unico di Emanuele Filiberto, Carlo Emanuele, impalmando Caterina Michela d'Asburgo, seguiva le orme politiche del padre, rimanendo fedele alla causa asburgica sebbene, più volte, le ostilità alla corte madrilena fossero verso di lui palesemente non velate: con l'ascesa al trono di Filippo III, poi, i rapporti con l'Escorial divennero così tesi che, nel 1616, egli scampò a un attentato tesogli dal governo spagnolo

Sfortunato in guerra, fallì le sue pretese sul marchesato del Monferrato, riuscendo però, a seguito del trattato di Lione del 1601, ad annettere i territori del marchesato di Saluzzo.

#### Vittorio Amedeo I
Cambio di alleanze nel regno di Vittorio Amedeo I: il matrimonio con Maria Cristina di Borbone-Francia portò il Piemonte a schierarsi in maniera più decisa con Luigi XIII, cedendo la piazzaforte di Pinerolo e di fatto asservendosi al volere del suocero.

#### Maria Cristina di Borbone-Francia
Definita la prima Madama Reale, Maria Cristina tenne la reggenza sul figlio Francesco Giacinto, che si spense dopo appena un anno dal suo insediamento sul trono, e quindi sul secondogenito Carlo Emanuele. Maria Cristina seppe mantenere un governo saldo, anche se non mancarono le discordie con la famiglia reale, che l'accusava di avvicinarsi troppo alla corona dei Borbone di Francia. Il doppio assedio di Torino fu un esempio eloquente di questa divisione interna.

#### Carlo Emanuele II
Svincolato dal controllo della Madama Reale, Carlo Emanuele II ebbe un regno improntato alle riforme da attuare nello Stato Sabaudo, a cominciare dall'esercito e proseguendo in tutte le parti della burocrazia. Sostanzialmente associato alla Francia, Carlo Emanuele II si sposò con due principesse francesi, lasciando il figlio Vittorio Amedeo ancora giovane sotto la reggenza della seconda moglie.

#### Maria Giovanna Battista di Savoia-Nemours
Donna energica, al pari della prima Madama Reale, Maria Giovanna Battista seppe arrogarsi il potere ben oltre la scadenza del suo mandato: fu il figlio a cacciarla dalla scena, con un colpo di Stato, chiudendo così la parentesi delle Madame Reali e riproponendo una linea politica al maschile.

#### Vittorio Amedeo II
Sovrano energico e determinato, dopo aver preso in mano le redini della nazione cacciando la madre, Vittorio Amedeo II si appoggiò ora alla Francia, ora all'Austria, con il tentativo di espandere i domini di casa Savoia e di sganciarsi, progressivamente, dal giogo cui era rimasto sottoposto il Piemonte dopo la cessione di Pinerolo e in seguito alla crisi di metà Seicento. Riuscì a vincere la Francia e a imporsi come uno dei principali interlocutori nella scena politica italiana, anche divenendo re di Sicilia nel 1713.

### Governo

#### Cariche e istituzioni

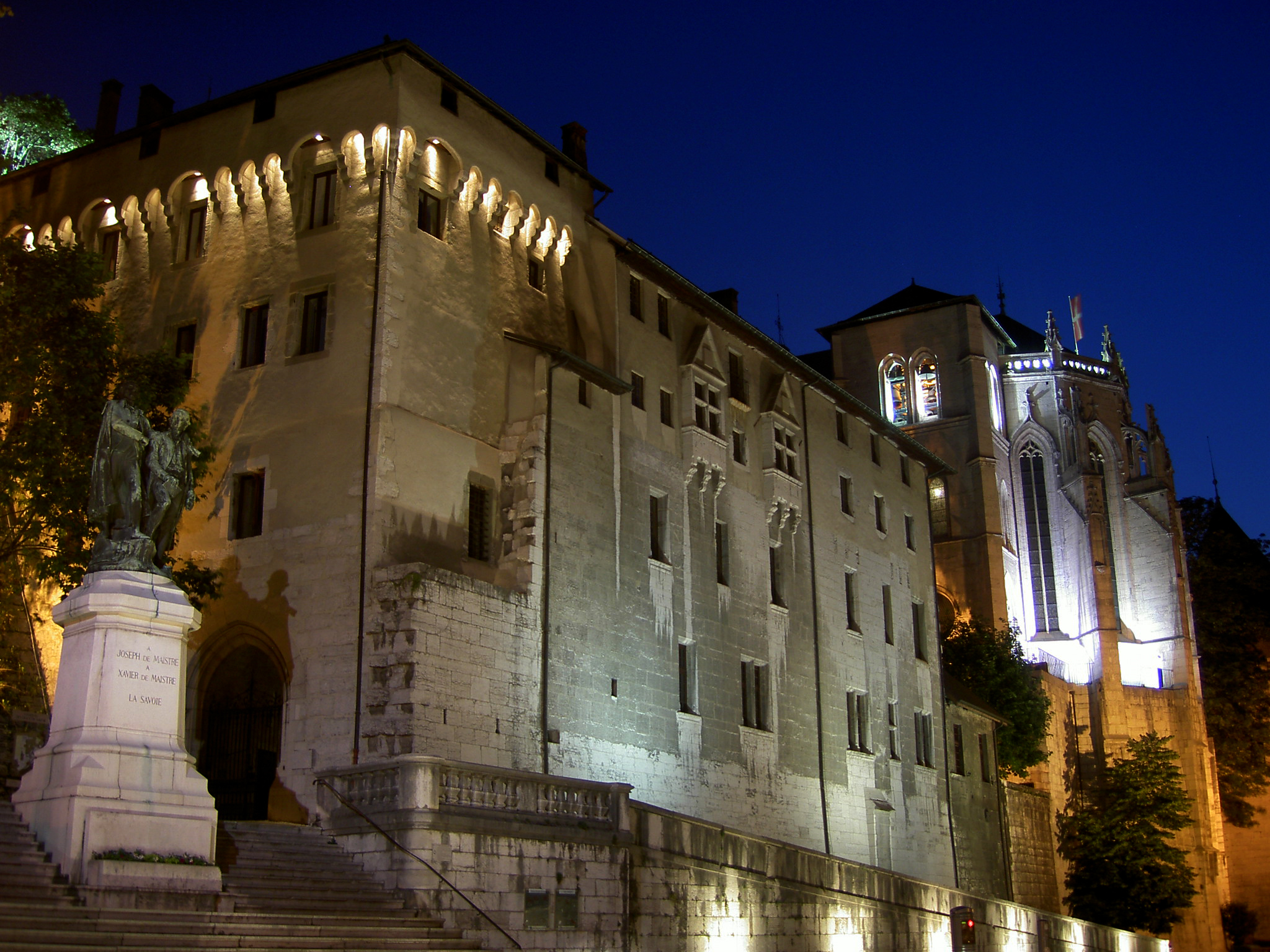
Il Palazzo dei Duchi di Savoia, a Chambéry

Il Duca di Savoia arrogava nelle sue mani tutto il potere dello Stato, pur nonostante fosse presente il meccanismo, importato da oltralpe, degli stati generali: fu Emanuele Filiberto che, silenziosamente, svuotò quest'organismo da ogni funzione amministrativa, in definitiva sopprimendolo. Pare che gli Stati fossero cari alla popolazione, basti ricordare che, durante l'occupazione francese di Chambéry del 1630, Luigi XIII promise di ristabilirli, e durante la rivolta dei principi Tomaso e Maurizio, essi stessi scrissero al Senato di Torino che li avrebbero nuovamente attivati.
Il Senato sopra citato era l'organo che governava la giustizia, di grado supremo sia nel civile sia nel penale: giudicava i crimini e le sue sentenze difficilmente ottenevano una revoca che, nel caso fosse stata effettuata, veniva comunque inviata al Consiglio del Memoriali, detto poi anche Consiglio di Stato, il quale votava le domande di revisione rispedendole poi al Senato. Va comunque ricordato che, com'era uso dell'epoca, la pena inflitta poteva essere cancellata solo se il condannato si fosse pentito della colpa, il che veniva sancito con una cessione di denaro. A tal proposito, si ricorda l'episodio di Catalano Alfieri che, durante la guerra di Genova condotta da Carlo Emanuele II, avrebbe dovuto pagare 150.000 ducati per la sua tenuta scorretta. Appare quindi evidente che soltanto i ricchi potevano permettersi di evitare la pena.

La carica di senatore era gratuita ma, come ricorda lo storico Domenico Carutti nella sua Vita di Vittorio Amedeo II: 
Tre erano le cariche più alte del Ducato: il Gran Cancelliere seconda solo al duca stesso: egli governava l'amministrazione della giustizia, presiedeva il Consiglio di Stato e nessun editto poteva essere emanato senza il suo sigillo. Il Primo Segretario di Stato raccoglieva i pareri del Consiglio, informandone il Duca, e ricevendone i dispacci e i decreti da bandire. Il Generale delle Finanze, invece, si occupava dell'erario e della riscossione dei tributi.

#### Legislazione
Nella legislazione civile, vigeva, così come in gran parte d'Europa, il diritto romano, dove non collidesse con gli editti emanati dal principe: la prima raccolta di leggi, in Savoia, risale al 1430, per volere di Amedeo VIII, poi riformata da Emanuele Filiberto e divisa, sotto la reggenza di Maria Giovanna Battista, in due raccolte, una per il Piemonte, l'altra per la Savoia.
I giudici decidevano delle infrazioni alla legge, e il loro operato era regolato, almeno dai tempi di Emanuele Filiberto, preoccupato per il crescente potere della classe giudiziaria e per le pene troppo severe, dal Senato. Ma col tempo, tale decreto venne via via obliato.

Per accusare un individuo, così come in gran parte del continente, non v'era spesso bisogno di prove, né di testimoni, mentre si faceva largo uso della tortura nelle carceri. Particolarmente famose erano alcune carceri, come Ceva, Miolans, Mirabocco o Bard.

## Economia
Gli introiti dello Stato erano, in tempo di pace, costituiti per gran parte dalle tasse e dalle decime poste ai contadini. La divisione ancora feudale in marchesati, baronie, comitati e così via faceva sì che le signorie locali s'interponessero spesso nei prelievi fiscali, ma era lo stesso duca che, in particolari occasioni, chiedeva ai Comuni e ai suoi vassalli aumenti delle imposte, e non solo in casi di guerra contingente: per battesimi o matrimoni, Casa Savoia spendeva somme considerevoli e impiegava i donativi delle terre sottomesse. Va comunque detto che le condizioni di vita del contadino piemontese, almeno dall'epoca di Emanuele Filiberto, erano assai migliori di quelle del contadino savoiardo, che sovente era ancora oppresso dalla servitù della gleba, nonostante essa fosse stata abolita.
Il commercio era povero e impedito dalle angustie del territorio: verso il Milanese, gli scambi, seppur numerosi, erano spesso intercettati dai contingenti militari francesi o spagnoli, a fasi alterne. Verso il mare, la presenza delle montagne rendeva difficoltoso l'arrivo di merci che, comunque, per prendere il largo potevano partire esclusivamente dal porto di Nizza o, secondariamente, da quello di Oneglia. Il commercio con la Francia era il più fecondo, specie per la presenza della centenaria "Via di Francia" e per le costruzioni di grandi strade come l'attuale Corso Francia, a Torino. In ogni caso, la borghesia commerciale era, se non assente, in gran parte sopita.

## Geografia
Il Ducato di Savoia s'estendeva in una vasta area oggi a cavallo tra la Francia e l'Italia. La capitale, Chambéry, si trovava in quello che è l'attuale dipartimento francese della Savoia, terra originaria della famiglia regnante. Anche le terre dell'attuale Alta Savoia facevano parte del ducato, che poi inglobava al suo interno l'intera Valle d'Aosta e vaste aree del Piemonte, giungendo a lambire la costa mediterranea nella Contea di Nizza.
In Piemonte, l'estensione del ducato aveva confini molto meno marcati, poiché le continue guerre con le signorie locali, in particolare i marchesi del Monferrato, i marchesi di Saluzzo, i Visconti e gli Angiò modificavano continuamente i limiti della signoria sabauda. Nel 1418, comunque, Torino e Pinerolo entrarono direttamente sotto la sovranità di Amedeo VIII di Savoia, prima tenute dal ramo cadetto della dinastia, i Savoia-Acaia, e con la completa sottomissione di queste terre di fondamentale importanza il ducato spostò decisamente il suo baricentro verso l'Italia.
Nel 1424, anno della fondazione del "Principato", ne facevano parte: Torino, Moncalieri, Chieri, Savigliano, Pinerolo, Fossano, Cuneo, Biella, Ivrea e Aosta. Si aggiunsero Vercelli, ottenuta in modo pacifico da Filippo Maria Visconti, e Crescentino, Trino, Chivasso, Moncalvo e Pontestura, strappati al marchese Giovanni Giacomo del Monferrato. Carmagnola, altra importante sede, venne annessa al Principato nel 1487 in seguito alla guerra tra Carlo I di Savoia e Ludovico II di Saluzzo.
Col passare dei secoli, l'importanza delle terre ducali in Italia soppiantò l'area francese, al punto che la capitale stessa venne spostata a Torino. Varie annessioni territoriali estesero col tempo la dominazione sabauda in Piemonte, in particolar modo annettendo il Marchesato di Saluzzo.
Proprio per questa sua posizione geografica di assoluta importanza, luogo di passaggio obbligato tra l'Italia e la Francia, il Ducato dovette subire gran parte delle devastazioni che lo colpirono nei secoli. Come ricorda Enrico Stumpo la guerra, in Piemonte, non si sarebbe mai potuta evitare: ricordando come, spesso, la neutralità dei potentati italiani, durante i conflitti tra le potenze di turno, era ripetutamente violata, con scorribande di soldataglie e con saccheggi e decime (caso emblematico, durante la Guerra di Successione di Spagna, la neutralità non rispettata della Serenissima), appare chiaro che i Savoia, in una posizione così vitale per il transito e l'egemonia sulla penisola, non potessero non schierarsi, in ogni conflitto, con una delle due fazioni.

### Geografia politica
Il Piemonte e la Savoia erano stati divisi, per volere di Carlo Emanuele I, in dodici province al capo delle quali era stato posto un Intendente o Referendario: a esse si aggiunse il Monferrato, quando venne annesso a Casa Savoia. Da esse si differenziava il Ducato di Aosta, che possedeva delle magistrature proprie. Il Marchesato di Dolceacqua fu eretto come feudo mediato su una preesistente signoria dei Doria.
La Savoia era divisa in sei province:
- Savoia propria, detta anche Ducale (Chambery)
- Genevese, in francese Genevois (Annecy)
- Chiablese (o Sciablese), in francese Chablais (Thonon-les-Bains)
- Tarantasia, in francese Tarentaise (Moûtiers)
- La Morianna, in francese Maurienne (Saint-Jean-de-Maurienne)
- Faucigny, in italiano, Fossigni o Fossignì (Bonneville)

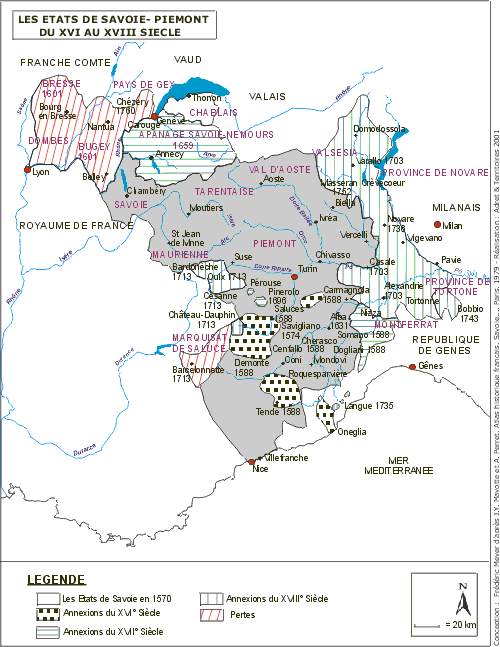
Annessioni del Piemonte tra il XVI e il XVIII secolo

### Principali città
- Chambéry (capitale), sabauda dal X secolo
- Torino (capitale), sabauda dal 1280
- Aosta, sabauda dal X secolo
- Pinerolo, sabauda dal 1243 (ma francese dal 1536 al 1574 e dal 1631 al 1696)
- Cuneo, sabauda dal 1347
- Chieri, sabauda dal 1347
- Savigliano, sabauda dal 1349
- Ivrea, sabauda dal 1356
- Biella, sabauda dal 1377
- Nizza, sabauda dal 1388
- Annecy, sabauda dal 1401
- Vercelli, sabauda dal 1427
- Carmagnola, sabauda dal 1487
- Asti, sabauda dal 1574
- Cherasco, sabauda dal 1588
- Saluzzo, sabauda dal 1601
- Alba, sabauda dal 1631
- Casale Monferrato, sabauda dal 1713

### Siti artistici

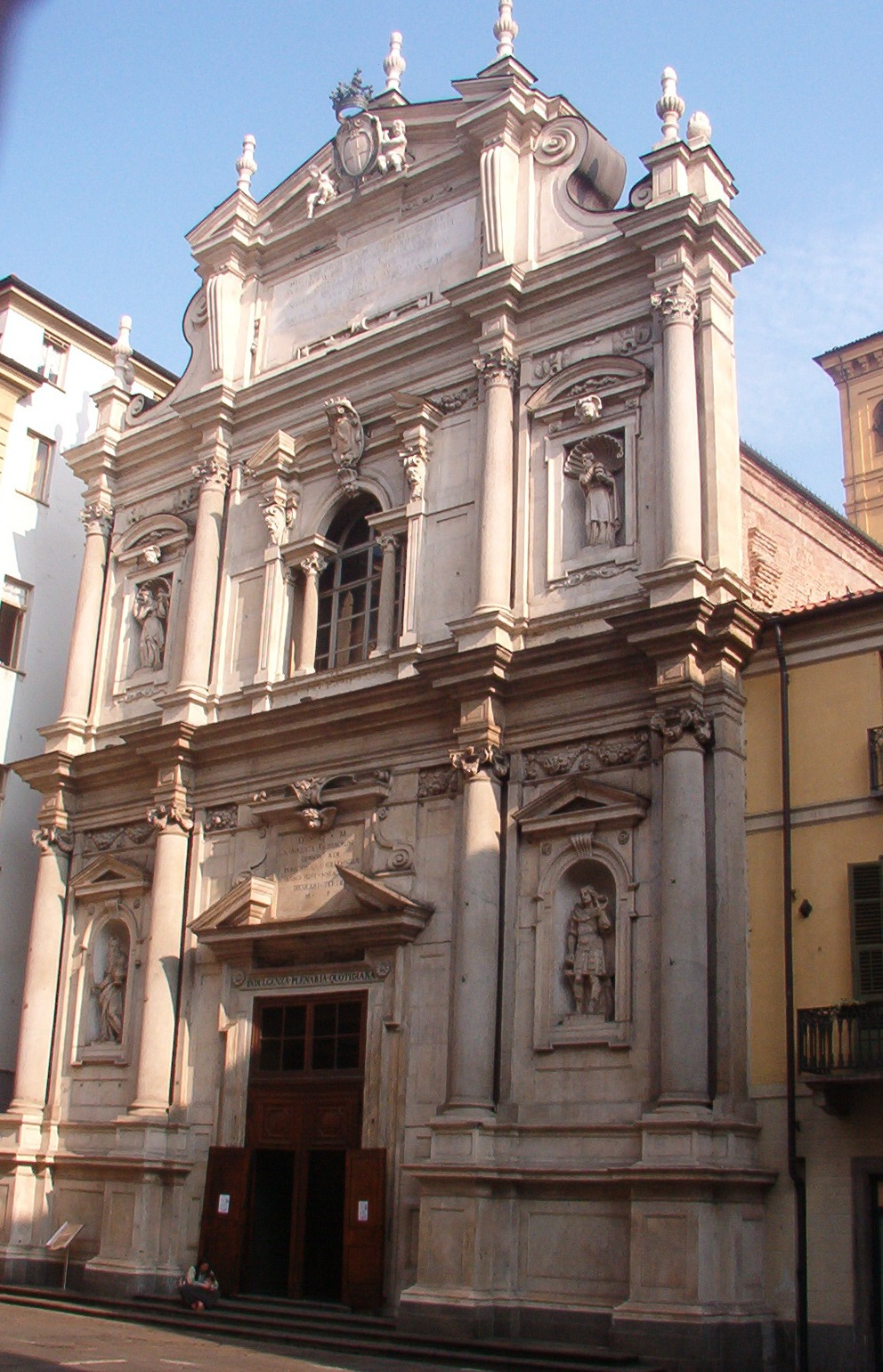
La Basilica del Corpus Domini, a Torino, esempio dell'arte barocca del seicento piemontese

Vestigia di quello che fu il Ducato di Savoia sono visibili in molte aree del Piemonte e della Savoia. Ovviamente Torino è la città che meglio rappresenta, nella sua sezione barocca, l'arte del ducato. Artisti di grande nome vennero chiamati in città dalla casa ducale per decorare i suoi edifici, rendendo la capitale un palcoscenico della vita cortigiana. Si prenda, ad esempio, la spettacolare scenografia di Piazza Castello a Torino, splendido capolavoro dell'architetto umbro Ascanio Vittozzi, progettata nel 1584 per volontà di Carlo Emanuele I di Savoia: su di essa si affacciano interi secoli di storia cittadina, primo fra tutti Palazzo Madama, la cui facciata è opera dello Juvarra, chiamato a corte da Vittorio Amedeo II di Savoia. Opera di valore immenso, per la raffinatezza dell'arte ivi raggiunta, è la piccola Real Chiesa di San Lorenzo, uno dei massimi risultati raggiunti dal teatino Guarino Guarini, a cui bisogna attribuire anche la Cappella della Sindone, danneggiata dall'incendio del 1997, facente parte integrante del Duomo di Torino, anch'esso eretto nel periodo ducale, sul finire del Quattrocento, ed è unico testimone dell'arte rinascimentale cittadina.
Di Carlo di Castellamonte è opera, invece, Piazza San Carlo, al cui centro troneggia l'imponente mole del monumento equestre di Emanuele Filiberto, (detto Caval ëd Bronz, statua eretta, però, assai più tardi): la piazza risale alla seconda espansione cittadina, nel seicento, voluta da Carlo Emanuele II, ed è coronata dalle due chiese gemelle di Santa Cristina e di San Carlo. Se il Castellamonte lavorava a Piazza San Carlo, il Guarini, invece, progettava Palazzo Carignano, sull'omonima piazza: in questo momento vengono anche aperte Via Po e Via Roma.
Fuori città, i Savoia vollero circondarsi di splendide regge e palazzine, che ancora sono visibili, decorate dai migliori artisti che fecero di Torino un cantiere della pittura e della scultura aperto fino a fine Settecento, con gli sfarzi dell'epoca reale. Al periodo ducale, risale l'edificazione delle strutture, come per esempio il castello di Mirafiori, poi distrutto, il castello del Valentino, ispirato ai manieri francesi della Loira, la Reggia di Venaria Reale, voluta da Carlo Emanuele II e affidata all'architetto Amedeo di Castellamonte, il Castello di Rivoli o il Castello di Moncalieri, già esistente e designato a Carlo di Castellamonte.
Altrove, nel campo religioso, è d'obbligo ricordare il Santuario di Vicoforte, voluto da Carlo Emanuele I e affidato ad Ascanio Vittozzi, e la chiesa vecchia del Santuario di Oropa, nel quale lavoro si adoperarono anche Filippo Juvarra e Guarino Guarini.
Vestigia sabaude del periodo ducale hanno poi le città di Cherasco, con la famosa Porta del Belvedere, Casale Monferrato, con la chiesa di Santa Caterina, del Guarini, Chieri, che subì una riqualificazione architettonica per volere di Carlo Emanuele I, Agliè e Racconigi, con i rispettivi castelli.

#### IlTheatrum
.

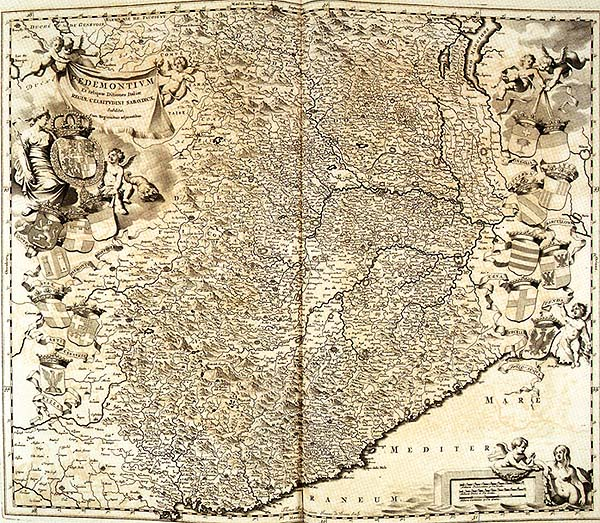
Una carta del Piemonte, con a lato i blasoni delle principali città sabaude, tratta dal Theatrum

Come un'attuale rivista di viaggi, il Theatrum sabaudiae rappresentava un modo per diffondere l'immagine del Piemonte fuori dalla nazione sabauda. L'idea venne a Carlo Emanuele II, e quanto oggi presente, raccolto in 145 tavole, è un grandioso spaccato della vita negli Stati ducali nel XVII secolo: vi sono piante dettagliate delle città, disegni di monumenti, chiese, palazzi: il tutto a livello "promozionale", si potrebbe dire, per creare intorno alle regge della "Corona di delizie" del duca una sempre maggiore importanza.
L'opera venne realizzata nel 1682, nella tipografia olandese di Blaeu, ad Amsterdam, e diffusa all'interno delle corti d'Europa. Ancora oggi, essa rappresenta una delle più importanti testimonianze dell'arte alla corte del duca.

## Lingua
Lingue ufficiali dello Stato erano due, come da ordine di Amedeo VIII: la lingua italiana e la lingua francese: appare però evidente che inizialmente la lingua francese fosse tra le due predominante, malgrado la tendenza dello Stato a estendersi verso oriente, nella pianura padana, ma Emanuele Filiberto, nel 1561, ordinò che tutti gli atti ufficiali fossero redatti in lingua francese nelle provincie sabaude, in Valle d'Aosta e nelle valli occitane, e in italiano nella parte piemontese del ducato, con l'eccezione delle zone di montagna. Dal XVII secolo l’italiano divenne prevalente essendo la lingua d'uso dei 4/5 dei possedimenti sabaudi (Piemonte, Nizza, Sardegna e poi Liguria).
In quasi tutto il Piemonte, la lingua utilizzata a ogni livello era il piemontese: anche i sovrani lo parlavano abitualmente, spesso nelle celebrazioni ufficiali. Non mancavano, nei salotti di corte, conversazioni in spagnolo e in francese, a seconda delle alleanze del momento e dei personaggi che vi transitavano. Il piemontese era parlato a seconda delle varie zone in diverse varietà locali, come il monferrino, l'astigiano, il vercellese, nonché naturalmente il torinese.
La diversità del ducato in fatto di dominazioni territoriali faceva sì che si parlassero anche altri idiomi: nelle vallate montane, a ridosso del confine francese, era parlato il patois; nell'Oltregiogo e nel cuneese meridionale erano parlati dialetti liguri; nel Novarese, Verbanese, Vigevanasco e Tortonese, sottratti al Ducato di Milano solo nel XVIII secolo, si parlavano dialetti di tipo lombardo occidentale; a Nizza si parlava una forma locale del provenzale.

### Letteratura
La letteratura del Ducato di Savoia non fu certamente florida come quella delle altre parti d'Italia, ma produsse alcune opere di particolare rilevanza, anche a livello internazionale: ovviamente, la lingua dell'arte era l'italiano, ma non mancavano esempi in francese, ovvero le due lingue ufficialmente riconosciute dallo Stato almeno fino all'epoca di Emanuele Filiberto.
La corte sabauda fu un attivo centro letterario, nel quale operarono numerosi poeti e studiosi. Tra essi, ricordiamo i nomi di Giovanni Botero, Fulvio Testi, Torquato Tasso, Giambattista Marino, Gabriello Chiabrera: Torino doveva diventare, secondo le intenzioni di Carlo Emanuele I, la capitale italiana dell'arte delle Muse. Il duca stesso, d'altronde, si dilettava nei versi, al punto da comporre alcuni sonetti e anche opere teatrali. La lingua letteraria, come già detto, era l'italiano, ma non mancavano eccezioni: Carlo Emanuele, ad esempio, componeva anche in francese, fondendo a volte le due lingue, e molti altri scrittori minori operavano anche in piemontese, lingua che non va esclusa dal contesto letterario del Ducato: in piemontese è stata scritta una delle prime opere regionali, ispirata alla Battaglia di Gamenario, e in piemontese vennero redatte laudi e orazioni religiose. A tal proposito, è utile ricordare la Sentenza di Rivalta, sul tema del matrimonio, redatta interamente nel linguaggio popolare del Piemonte e gli scritti del poeta astigiano Gian Giorgio Alione.
Anche la storiografia era incentivata dai Savoia, che volevano in questo modo valorizzare le proprie origini, creando a volte vere e proprie leggende, come quella sul padre di Umberto I Biancamano, tale Beroldo. Tra i numerosi storiografi di corte, si ricorda il nome di Giovanni Andrea Pauletti.
Intorno ai momenti più celebri della storia ducale, come la battaglia di Torino, nacquero un'infinità di opere più o meno rilevanti, che costituiscono un prezioso affresco della creatività di scrittori minori. Tra esse, rimane celebre L'Arpa Discordata, in piemontese, redatta in poesia, e la cronaca dell'assedio, ricordata come Journal Historique du Siège de la Ville et de la Citadelle de Turin l'Année 1706, di Giuseppe Maria Solaro della Margherita.

## Religione
Religione di Stato era il cattolicesimo. Amedeo VIII fu il primo a imporre la Chiesa di Roma come unica legittima in Piemonte (non a caso, questo duca venne anche eletto papa, titolo che le controversie del concilio di Basilea poi, mutarono in quello di antipapa) e, nei cosiddetti Statuta da lui emanati, venivano presi anche i primi provvedimenti contro le minoranze, tra cui quella ebraica. Nel 1679, primo e unico nel Piemonte fino al 1723 venne inaugurato il ghetto a Torino, per volontà della reggente Maria Giovanna Battista di Savoia-Nemours.
Anche i valdesi rappresentavano una minoranza considerevole. Tollerati e combattuti a seconda del periodo, subirono varie deportazioni, delle quali si ricorda quella firmata da Vittorio Amedeo II per compiacere il re di Francia Luigi XIV. Solo Carlo Alberto, molto più tardi, riconoscerà la minoranza valdese.

## Forze armate

### Esercito

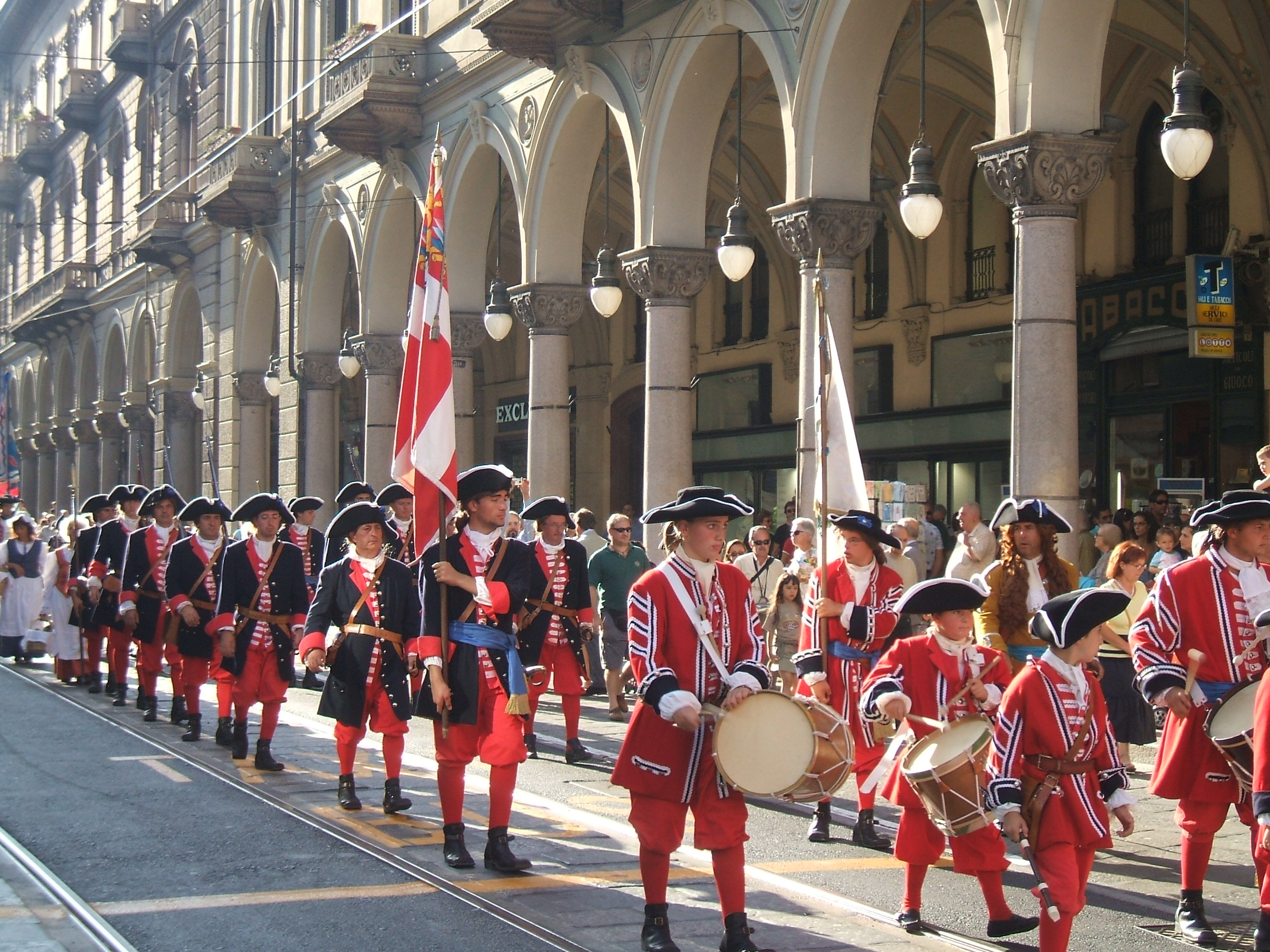
Esercito piemontese sfila in Via Pietro Micca, a Torino, in occasione del trecentesimo anniversario della Battaglia del 1706

Il Piemonte non utilizzò forze armate proprie per gran parte della sua storia: le guerre venivano mosse con uomini mercenari, mentre a difesa della casa regnante v'era, come già osservato, una milizia di guardie svizzere. È pur vero che già dai tempi di Amedeo VIII ogni comune piemontese doveva arruolare fanteria dai suoi cittadini in grado di sopportare una guerra, ma si trattava di milizie scarsamente preparate, spesso associate ai mercenari più esperti. Chi volle la creazione di un esercito piemontese fu Emanuele Filiberto I, che ne aveva bisogno per risollevare lo Stato dopo le amarezze della dominazione straniera. Va detto che queste forze erano a dir poco esigue, ma il duca "Testa di Ferro" non si tirò indietro dal metterle a disposizione anche di altre potenze.
Carlo Emanuele II, tra il 1658 e il 1659, invece, ampliò l'esercito aggiungendovi cinque reggimenti di fanteria nazionali con gli espliciti nomi di Reggimento di Piemonte di SAR, di Savoia di SAR, di Monferrato di SAR, di Saluzzo di SAR e il Reggimento Guardie, rafforzando anche la cavalleria e le difese militari. Erano reggimenti stabili, in funzione lungo tutto l'anno, al contrario delle milizie arruolate nei tempi passati. Il primo di essi a essere creato, il Régiment des Gardés, venne anche inviato, a sostegno della Repubblica di Venezia, a sostenere la difesa di Candia contro i turchi, nel 1669. Vittorio Amedeo II introdusse i battaglioni nella fanteria, e creò i granatieri, ispirandosi alla formazione militare francese: dal 1685 una compagnia di granatieri figurava in ogni reggimento di fanteria.
Nei tempi migliori, l'esercito piemontese poteva contare sui 100.000 uomini, rivaleggiando, per numero di militi, con potenze in ascesa, come per esempio, la Prussia.

### Marina
La marina sabauda non riscontrò molta importanza su campo europeo: i piccoli tratti costieri del ducato erano insufficienti per uno sviluppo marittimo considerevole. Eppure Emanuele Filiberto, sia per ottenere l'appoggio di papa Pio V, sia per promuovere la rinata forza del ducato, inviò una flotta di tre navi a partecipare alla Battaglia di Lepanto: i loro nomi erano la Piemontese, la Margherita e la Capitana, al comando dell'ammiraglio sabaudo Andrea Provana di Leinì.

### Difesa del territorio

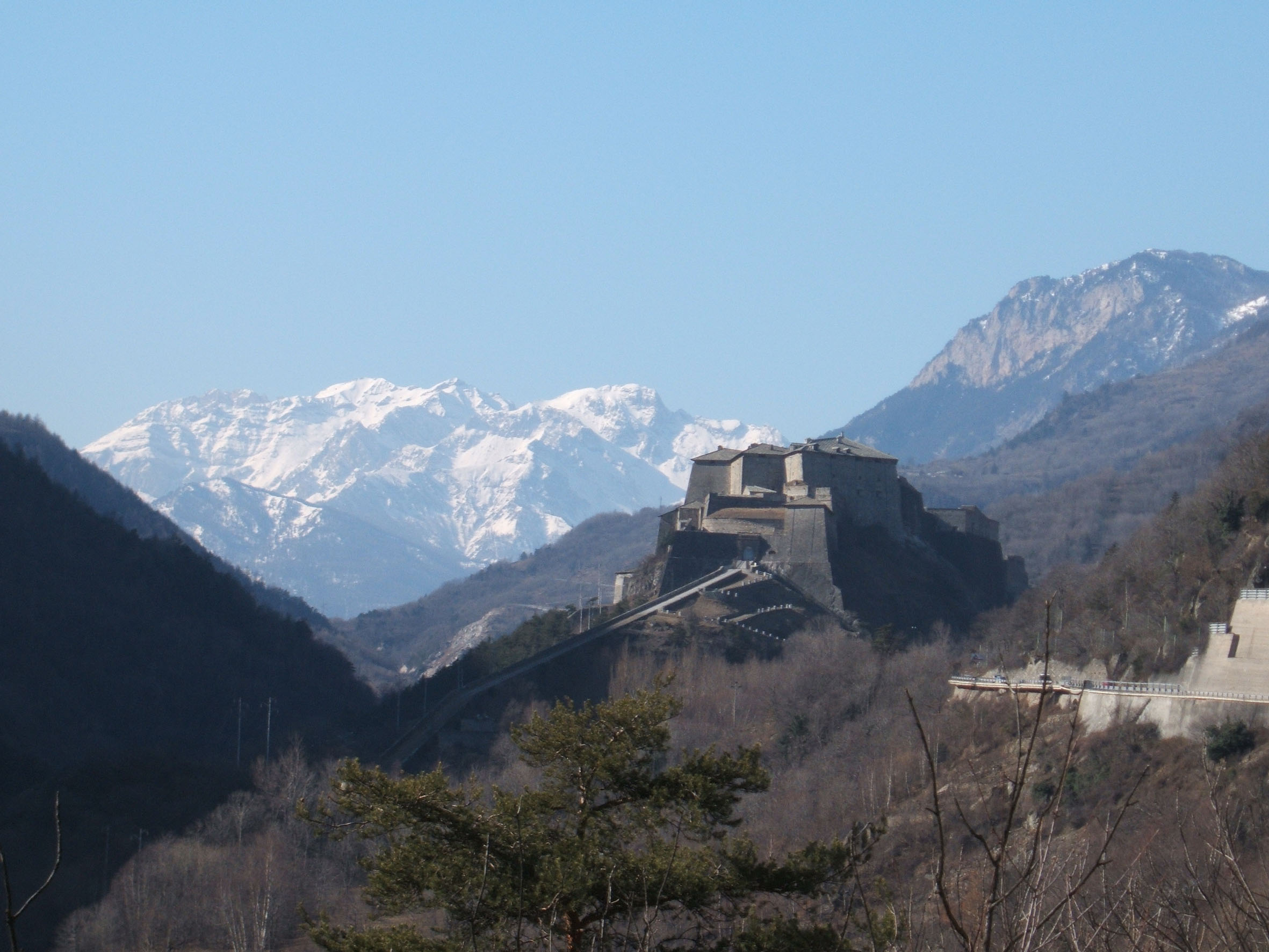
Il forte di Exilles

Il Ducato, arroccato sulle Alpi, presentava anche per la conformazione territoriale ottimi siti atti a essere fortificati. Tra le fortezze più importanti, poste strategicamente sui passi montani al confine con la Francia, il forte di Exilles (ove circolò anche la voce che vi fosse rinchiusa la Maschera di Ferro) e il forte di Fenestrelle. La difesa dei passi montani era di fondamentale importanza ma, nel qual caso che i nemici fossero riusciti a eludere le difese alpine, il Piemonte presentava fortezze in molte città.
Torino, innanzi tutte: la celebre cittadella pentagonale, voluta da Emanuele Filiberto, seppe difendere la città in tre assedi, di cui il più celebre, quello del 1706, permise la sopravvivenza stessa dello Stato, difeso dal conte Virico von Daun e da una popolazione che partecipò attivamente alla guerra.
Anche Casale Monferrato presentava imponenti sistemi difensivi, smantellati poi dopo le continue guerre che la videro protagonista nel XVII secolo: quello che oggi si può ancora osservare, detto Castello dei Paleologi, in onore della precedente casa marchionale dei Monferrato, è solo il maschio centrale della fortezza.
Importante cittadella fortificata era, inoltre, Pinerolo, contesa nel corso del XVII secolo con la Francia, per la quale costituiva una fondamentale piazzaforte nel cuore dello stato avversario. Verrua, inoltre, venne resa difendibile da un complesso sistema murario che costrinse i francesi a mesi di assedio nel 1704. Anche Nizza era fortificata, data la sua ovvia importanza per lo sbocco sul mare.